# Serinus whytii
Serinus whytii là một loài chim thuộc họ Fringillidae.
Chúng được tìm thấy ở Malawi, Tanzania, và Zambia.